# گزارش‌دهی (سازمان)
گزارش‌دهی در سازمان‌ها، هم به «گزارش‌دهی عمومی داده‌های عملیاتی و مالی توسط یک سازمان» و هم به «ارائه منظم اطلاعات به تصمیم‌گیرندگان در یک سازمان» اشاره دارد که مستلزم انتقال اطلاعات از مدیریت سطوح پایین‌تر به هیئت تصمیم‌گیرندگان در سازمان، شرکت یا یک بنگاه اقتصادی است.
گزارش دهی به معنای ابزارها و اقداماتی است که برای جمع‌آوری، پردازش، ذخیره و ارائه اطلاعات در یک شرکت یا سازمان انجام می‌شوند؛ بنابراین داده‌ها و اطلاعات را به روشی ساده برای گروه‌های هدف و ذینفعان خاص در دسترس قرار می‌دهد که می‌تواند هم داخلی و هم خارجی باشد. برای این منظور، اطلاعات مربوط به شرکت و محیط آن در قالب گزارش تهیه می‌شود. نوع گزارش‌ها می‌تواند متفاوت باشد، اما جداول و نمودارها اغلب برای ارائه استفاده می‌شوند. مهم است که داده‌ها به صورت قابل فهم و واضح در دسترس کاربران قرار گیرد.
تهیهٔ گزارش‌های متنوع و دقیق در هر سازمانی، یک مأموریت اساسی و مهم به‌شمار می‌آید؛ چرا که به فرآیندهای تصمیم‌گیری در سازمان کمک فراوانی می‌کند و باعث گردش اطلاعات مهم میان ذینفعان و تصمیم‌گیرندگان سازمان می‌شود. گزارش دهی نشان دهنده انتقال اطلاعات در داخل سازمان است. از طریق گزارش‌دهی کارآمد، کارمندان در سایر بخش‌ها یا در مقام‌های مدیریتی، و همچنین مدیریت ارشد، می‌توانند به سرعت درک درستی از فرآیندهای کاری که کمتر با آن‌ها آشنایی دارند، کسب کنند، زیرا داده‌ها از قبل به صورت حرفه‌ای جمع‌آوری شده و در گزارش‌ها آماده شده‌اند؛ بنابراین گزارش‌ها از دست دادن اطلاعات در یک سازمان را کاهش می‌دهد.
گزارش‌های مالی برای گزارش سلامت مالی یک سازمان در قالب رسمی و از پیش تعیین شده طراحی شده‌اند. از آنجایی که این اسناد دارای فرمت رسمی و روشی تعیین شده برای تولید هستند، ارزیابی سلامت مالی بنگاه را در یک نگاه و مقایسه آن با سلامت مالی سایر شرکت‌ها آسان‌تر می‌کند. گزارش‌های مالی می‌توانند به صورت خارجی برای جمع‌آوری پول از طریق جذب سرمایه‌گذاران و/یا از طریق تأمین مالی از بانک یا انواع دیگر وام‌دهنده استفاده شوند.
گزارش‌ها را می‌توان به صورت چاپی، از طریق ایمیل یا از طریق اینترانت شرکتی ارسال کرد. گزارش‌های سازمانی را می‌توان به اشکال مختلف از جمله نمایش دیجیتال یا فیزیکی ارائه کرد.
گزارش‌های دیجیتالی می‌توانند در رسانه‌های تعاملی باشند و از طریق یک مرورگر وب استاندارد یا نرم‌افزارهای دیگر مشاهده شوند، یا به‌طور مثال در یک فایل پی‌دی‌اف به صورت ثابت‌تر نمایش داده شوند، یا روی کاغذ چاپ شوند. صفحه‌بندی گزارش سازمانی ممکن است طوری فرم‌بندی شود که برای چاپ روی کاغذ یا PDF مناسب‌تر باشد، از جمله مشخصات اندازه‌گیری‌های فیزیکی که با کاغذ، تقسیم‌بندی صفحات و نحوه تقسیم داده‌ها در چندین صفحه مطابقت دارد.

## گزارش‌های یکپارچه
با گسترش فناوری اطلاعات، ایجاد گزارش‌های یکپارچه که دیدگاه‌های مختلف از یک سازمان را گرد هم می‌آورند، افزایش یافته‌است. این فرایند گزارش دهی شامل پرس و جو از منابع داده با مدل‌های منطقی مختلف برای تولید یک گزارش قابل خواندن برای انسان است. به عنوان مثال، یک مدیر ممکن است نیاز به پرس و جو از یک پایگاه داده منابع انسانی و یک پایگاه داده بهبود سرمایه داشته باشد تا دریابد که چقدر به‌طور مؤثر فضا در کل سازمان استفاده می‌شود.

## ویژگی‌های گزارش مناسب
- دقت

گزارش‌ها حاوی حقایق و ارقامی است که در صورت عدم ثبت دقیق موجب اشتباه و سوءتفاهم شوند.
- سادگی

گزارش باید شامل اطلاعات لازم در قالب ساده شده باشد. در حالی که باید اطلاعات غیر ضروری را حذف کرد و از پر کردن داده‌ها اجتناب کرد. گزارش‌ها باید به شکل ساده و سیستماتیک تهیه شوند. این به این دلیل است که کاربر نهایی باید آن را به راحتی درک کند.
- ثبات

گزارش باید در قالب ثابت تهیه شود. به جلوگیری از سردرگمی و حفظ استانداردها کمک می‌کند.
- ارتباط گزارش دهی

منبع و مقصد گزارش باید واضح باشد، یعنی چه کسی گزارش را برای چه کسی تهیه می‌کند.
- به موقع بودن

مدیریت از این گزارش‌ها برای تصمیم‌گیری و تدوین خط مشی استفاده می‌کند. پس باید گزارش‌ها را در فواصل زمانی منظم تهیه و ارائه کرد.
- مقرون به صرفه بودن

تهیه گزارش نباید هزینه‌های غیر ضروری را اضافه کند. هزینه‌های انجام شده در حین گزارش نباید بیشتر از سود گزارش باشد.
- بی طرفانه بودن

باید حقایق و ارقام واقعی را بیان کند. همچنین، نباید تحت تأثیر تعصب شخصی فرد قرار گیرد.